# Sinokvět měkký
Sinokvět měkký (Jurinea mollis) je nápadná, ale silně ohrožená rostlina české květeny. Je jedním ze dvou druhů rodu sinokvět, které v české přírodě rostou.

## Výskyt
Oblast výskytu sinokvětu měkkého se rozkládá z České republiky, Rakouska a Itálie přes Balkánský poloostrov do Turecka, na východě jeho areál ještě zasahuje do Běloruska a na jih Ruska. Druh je dělen do několika poddruhů, ve střední Evropě se vyskytuje nominátní poddruh sinokvět měkký pravý.
V ČR roste pouze na jižní Moravě, většinou v Pavlovských vrších, Mikulovské vrchovině a v okolí Hustopečí, ojediněle též jižně od Vyškova.

## Ekologie
Tato silně světlomilná rostlina je hemikryptofyt považovaný za součást panonské stepní vegetace a suchých širokolistých trávníků. Její výskyt je omezen na osluněné travnaté a křovinaté stráně se zásaditým podložím nebo na sprašové půdy a obvykle ji nacházíme v nadmořské výšce do 500 m.

## Popis
Vytrvalá bylina, vysoká do 30 cm a s květem do 70 cm, vyrůstá z hluboko sahajícího kůlovitého kořene. Přízemní řapíkaté listy v růžici jsou v obrysu kopinaté, peřenosečné a mívají pět až šest oddálených úkrojků. Listy porůstající lodyhu jsou přisedlé, kopinaté nebo čárkovité, celistvé či jen slabě dělené a v horní části lodyhy bývají zakrnělé nebo někdy zcela chybějí. Listy jsou plstnaté a po okraji podvinuté.
Lodyha je nejčastěji jednoduchá, podélně rýhovaná a jemně chlupatá. V horní části na ní vyrůstá polokulovitý až kulovitý úbor velký 2 až 5 cm obsahující oboupohlavné kvítky s nápadně sytě fialovými trubkovitými korunami. Několikařadý kulovitý zákrov je tvořen čárkovitými, pavučinatě vlnatými listeny se špičkami nazpět zahnutými, listeny často mívají červenofialový nádech.
Rostliny obvykle kvetou od května do července, opylování zajišťuje létající hmyz. Plodem je čtyřhranná nažka jehlanovitého tvaru s bílým chmýrem.

## Možnost záměny
Na území republiky se vyskytují dva druhy sinokvětů, které se od sebe odlišují zákrovními listeny, tvary lodyžních listů i nažek a navíc jsou od sebe areálově oddělené. Sinokvět měkký si nelze s druhým druhem sinokvětem chrpovitým splést, protože ten roste pouze v Polabí ve středních Čechách.

## Ohrožení
Sinokvět měkký vždy rostl v ČR jen skromně, nikdy nebyl hojný. Následkem dlouhodobě nepříznivě změněných ekologických podmínek ubývá míst, kde se vyskytuje, a také jeho početní stavy na tradičních stanovištích se snižují. Pro zachování druhu je nutno jej intenzivněji chránit, a proto byl „Vyhláškou MŽP ČR č. 395/1992 Sb. ve znění vyhl. č. 175/2006 Sb.“ a následně i „Červeným seznamem cévnatých rostlin České republiky z roku 2012“ zařazen do kategorie rostlin silně ohrožených (§2 a C2).

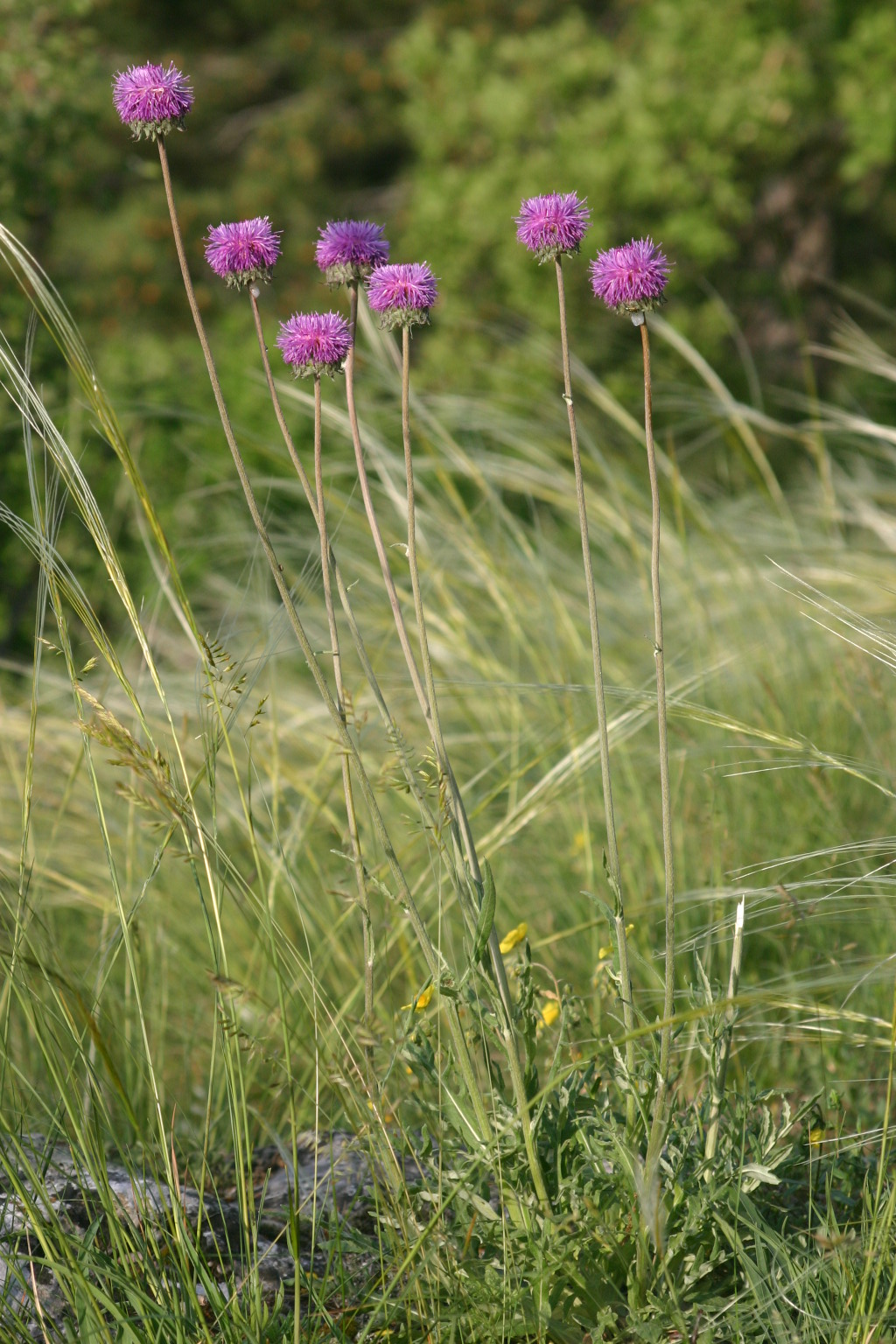
Sinokvěty měkké
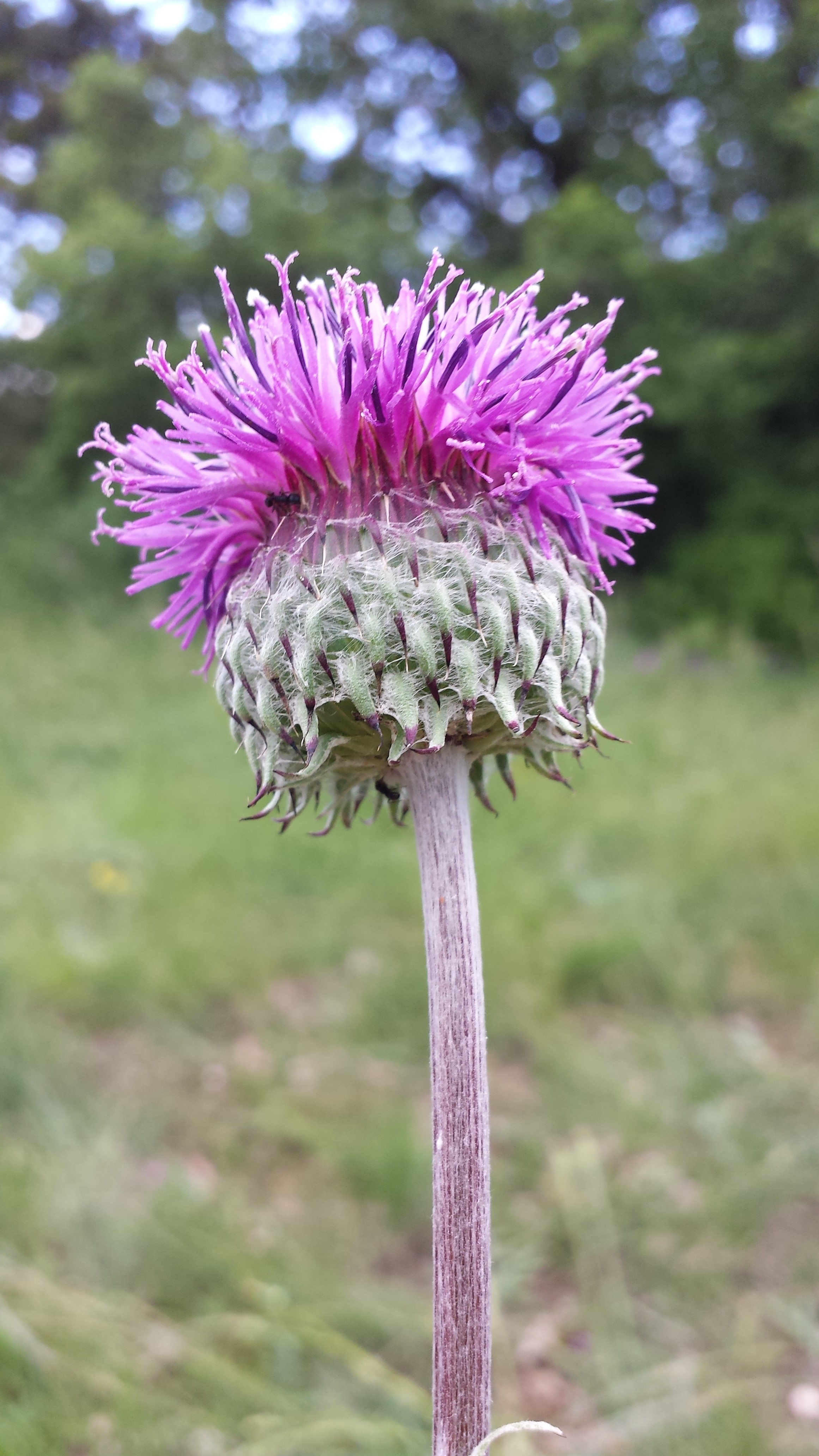
Úbor a zákrov
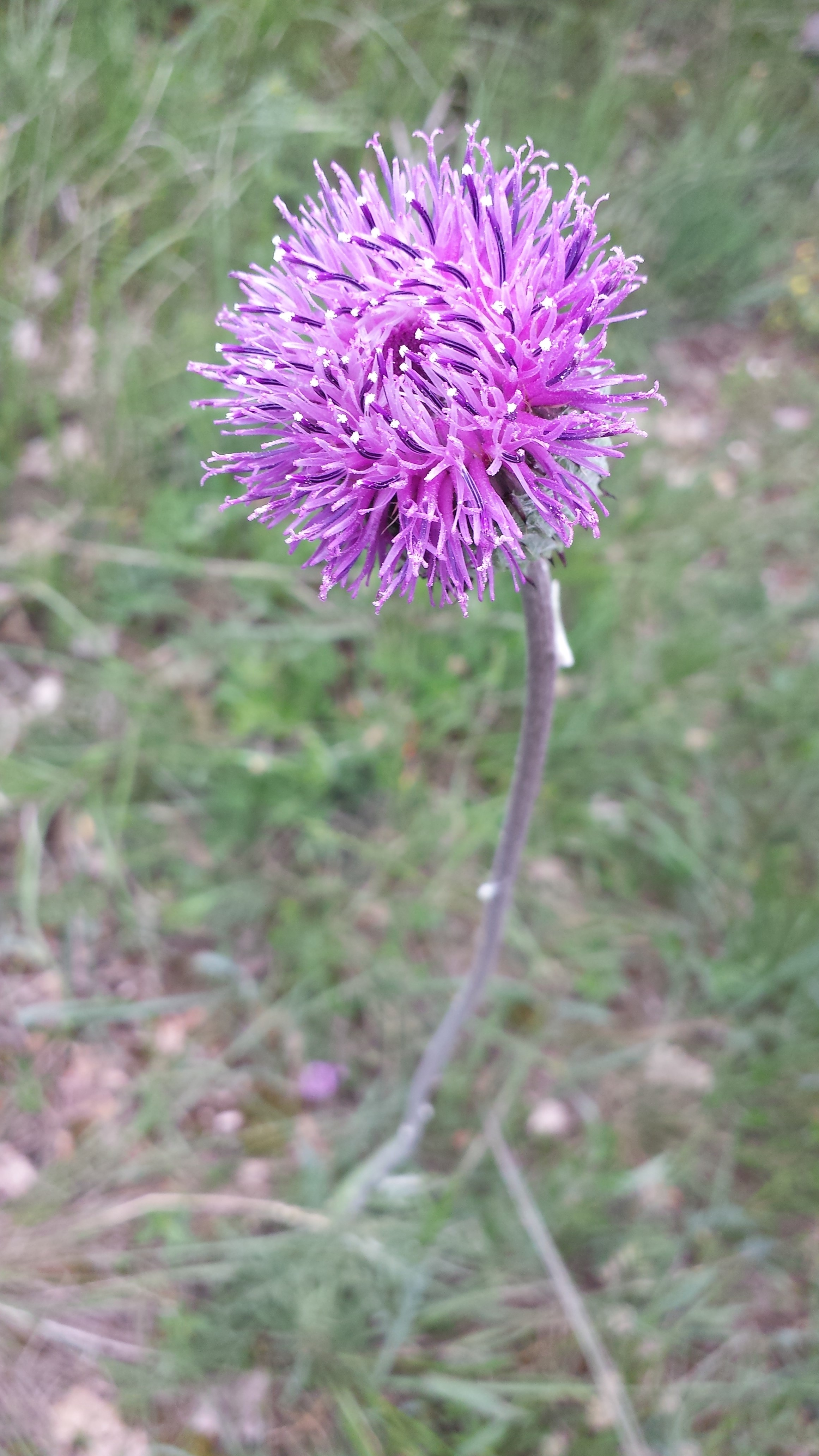
Plně rozkvetlé kvítky
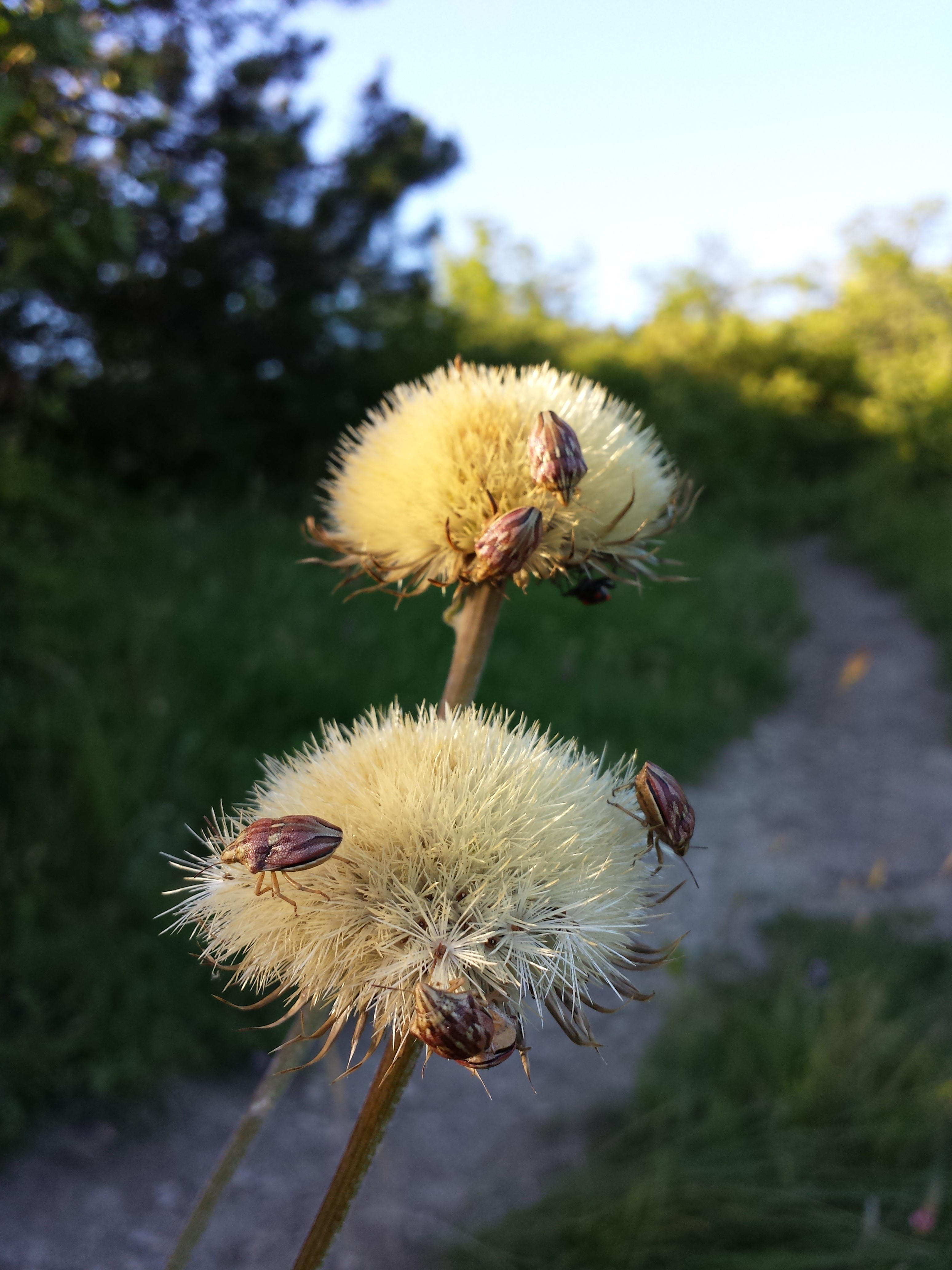
Ochmýřené nažky